# The Mindbenders
The Mindbenders var et drengeband, der blev dannet i 1963 af Wayne Fontana, Bob Lang, Ric Rothwell og Eric Stewart under navnet Wayne Fontana and The Mindbenders. The Mindbenders var gennem 60'erne med i den Britiske Invasion især med sange som Groovy Kind of Love og Game of Love.

## Instrumentering
- Wayne Fontana: vokal, tambourin
- Eric Stewart: vokal, guitar
- Bob Lang: bas
- Ric Rothwell: trommer